# Leopoldo Pérez
Leopoldo Alfredo Pérez Lahsen (Puente Alto, 28 de marzo de 1957) es un administrador público y político chileno, militante de Renovación Nacional (RN). Hasta 2022 ejerció como diputado de la República en representación del distrito n° 12. Previamente ejerció el mismo cargo pero por el antiguo distrito n° 29 durante dos periodos consecutivos, desde 2010 hasta 2018, y fue secretario comunal de Planificación de la Municipalidad de Puente Alto (2000-2010).

## Biografía

### Familia y estudios
Nació el 28 de marzo de 1957 en Santiago, hijo de Leopoldo Pérez Bobadilla y Elena Lahsen Azar.
Es casado con Patricia Le Roy F., con quien es padre de dos hijos: Daniela Paz y Leopoldo Ignacio.
Cursó su educación básica y secundaria en la Escuela Domingo Matte Mesías de Puente Alto (entre 1965 y 1970), y en el Colegio San Ignacio de Alonso Ovalle (entre 1971 y 1973). En 1974, egresó de su educación secundaria del Instituto Nacional General José Miguel Carrera, de Santiago.
Entre 1975 y 1978, cursó los estudios superiores en la Escuela de Agronomía de la Pontificia Universidad Católica de Chile (PUC). En 1980 se incorporó a la carrera de administración pública, en la Facultad de Ciencias Económicas y Administrativas de la Universidad de Chile, de la que egresó con el grado de licenciado en 1985.
En 1989, participó en el 2° Curso de Desarrollo y Seguridad Nacional dictado por la «Academia Nacional de Estudios Políticos y Estratégicos» del Ministerio de Defensa Nacional. En 1996, cursó un diplomado en gestión de empresas en la PUC. Asimismo, en 2009, ingresó al magíster en políticas públicas de la Facultad de Economía y Negocios de la Universidad de Chile.

### Vida profesional
En el ámbito profesional, entre 1985 y 1986, fue profesor ayudante de la cátedra de Economía Fiscal en la Escuela de Administración Pública de la Facultad de Ciencias Económicas y Administrativas de la Universidad de Chile. Entre 1988 y 1991, tuvo el mismo cargo en el curso Seminario de Administración Pública II dictado en la misma casa de estudios.
En 1985, fue investigador del Departamento de Economía Pesquera del Instituto de Fomento Pesquero (IFOP), filial de la Corporación de Fomento de la Producción (Corfo). Al año siguiente y hasta 1991, tuvo la misma responsabilidad en el Departamento de Planificación y Control de Gestión. A partir de esa última fecha y hasta 1993, asumió la jefatura de la Unidad Técnica de Planificación del Departamento de Planificación y Control de Gestión. Posteriormente, entre 1993 a diciembre de 2000, fue jefe nacional de pre-embarque.

## Carrera política
Ingresó en política en 1983, como secretario general del Centro de Alumnos de la carrera de administración pública de la Universidad de Chile. Más tarde, en 1987, formó parte del grupo de fundadores del partido Renovación Nacional (RN).
Entre 1993 y 1994, fue presidente comunal de su colectividad en Puente Alto. Para las elecciones municipales de 2000, fue jefe de campaña del candidato a alcalde Manuel José Ossandón.
A fines de 2009, el diputado Maximiano Errázuriz declinó su reelección por el distrito n.º 29 en la Región Metropolitana. Debido a lo anterior, asumió como candidato RN para llenar dicho cupo.
En las elecciones parlamentarias de 2009, fue elegido como diputado por el distrito n° 29 de la Región Metropolitana (correspondiente a las comunas de La Pintana, Pirque, Puente Alto y San José de Maipo), por el periodo legislativo 2010-2014. Se desempeñó como presidente de la Comisión Permanente de Recursos Naturales, Bienes Nacionales y Medio Ambiente; e integró la de Obras Públicas, Transportes y Telecomunicaciones, junto con la comisión especial del Adulto Mayor. Formó además, parte del comité parlamentario de Renovación Nacional.
En las elecciones parlamentarias de noviembre de 2013, fue reelecto como diputado por el distrito n.º 29, por el periodo 2014-2018. En este periodo fue integrante de las comisiones permanentes de Medio Ambiente y Recursos Naturales; y Obras Públicas, Transportes y Telecomunicaciones.
En las elecciones parlamentarias de noviembre de 2017, fue reelecto como diputado, pero esta vez en representación del nuevo distrito n° 12, de la Región Metropolitana de Santiago, dentro del pacto «Chile Vamos», por el período legislativo 2018-2022, al obtener 29.984 votos, equivalentes a un 8,60% del total de sufragios válidamente emitidos. Integró las comisiones permanentes de Hacienda; y de Obras Públicas, Transportes y Telecomunicaciones. Formó parte del Comité Parlamentario de Renovación Nacional.

## Historial electoral
| Año  | Tipo           | Tipo           | Territorio  | Pacto       | Partido | Votos  | %    | Resultado |
| ---- | -------------- | -------------- | ----------- | ----------- | ------- | ------ | ---- | --------- |
| 2009 | Parlamentarias | Parlamentarias | Distrito 29 | Alianza     | RN      | 45 464 | 24.6 | Diputado  |
| 2013 | Parlamentarias | Parlamentarias | Distrito 29 | Alianza     | RN      | 46 264 | 23.5 | Diputado  |
| 2017 | Parlamentarias | Parlamentarias | Distrito 12 | Chile Vamos | RN      | 29 896 | 8.6  | Diputado  |